# Tyler Rorke
Tyler Rorke (Baden, 28 mei 2003) is een Canadees baanwielrenner.

## Carrière
Rorke nam in 2022 voor het eerst deel aan het wereldkampioenschap als onderdeel van de Canadese sprintploeg. Op de Gemenebest Spelen van dat jaar werd hij met die ploeg vierde. In 2023 won hij op de Pan-Amerikaanse kampioenschappen goud in de teamsprint en werd negende in de sprint. Op het WK werd hij negende in de teamsprint, op de Pan-Amerikaanse Spelen wonnen ze wel de gouden medaille in de teamsprint.
In 2024 nam Rorke deel aan de Olympische Spelen waar hij 8e werd in de teamsprint en 21e in de sprint. Op het wereldkampioenschap later dat jaar werd de Canadese ploeg negende in de teamsprint en werd Rorke persoonlijk 21e in de sprint.

## Erelijst
| Jaar  | CK                               | PAK                    | WK                       | Overige                                          |
| ----- | -------------------------------- | ---------------------- | ------------------------ | ------------------------------------------------ |
| Elite |                                  |                        |                          |                                                  |
| 2022  | keirin · 4e sprint               | teamsprint · 8e sprint | 8e teamsprint            | Gemenebest Spelen: 4e teamsprint                 |
| 2023  | keirin · sprint · 8e 1km tijdrit | teamsprint · 9e sprint | 9e teamsprint            | Pan-Amerikaanse Spelen: · teamsprint · 7e sprint |
| 2024  | sprint                           | teamsprint · 7e sprint | 9e teamsprint 14e sprint | Olympische Spelen: 8e teamsprint 21e sprint      |